# 1953년 칸 영화제
제6회 칸 영화제는 1953년 4월 15일부터 1953년 4월 29일까지 열린 영화제이다. 프랑스 칸에서 개최되었다.

## 수상

### 감독상
- 이상한 나라의 앨리스 - 월트 디즈니 수상

### 여우주연상
- 사랑하는 시바여, 돌아오라 - 셜리 부스 수상

### 남우주연상
- 공포의 보수 - 찰스 버넬 수상

### 특별 언급
- 릴리 - 레슬리 카론 수상
- 사랑하는 시바여, 돌아오라 - 셜리 부스 수상

### 그랑프리
- 공포의 보수 - 앙리 조르주 클루조 수상